# Atrichopogon pacificus
Atrichopogon pacificus är en tvåvingeart som beskrevs av Clastrier 1987. Atrichopogon pacificus ingår i släktet Atrichopogon och familjen svidknott.
Artens utbredningsområde är Nya Kaledonien. Inga underarter finns listade i Catalogue of Life.